# Taxeotis anthracopa
Taxeotis anthracopa är en fjärilsart som beskrevs av Edward Meyrick 1890. Taxeotis anthracopa ingår i släktet Taxeotis och familjen mätare. Inga underarter finns listade i Catalogue of Life.